# Agi kkot
Az Agi kkot (hangul: 악의 꽃, RR: Agui kkot), angol címén Flower of Evil dél-korea televíziós sorozat I Dzsungi (Lee Jungi), Mun Cshevon (Mun Chaewon), Csang Hidzsin (Jang Huijin) és Szo Hjonu (Seo Hyun-woo) főszereplésével. A tvN csatorna vetítette 2020 júliusa és szeptembere között.

## Cselekmény
Pek Hiszong (Baek Huiseong) tehetséges ötvös, sikeres saját üzletet vezet, felesége, Csha Dzsivon (Cha Jiwon) a rendőrségen dolgozik nyomozóként. A pár boldogan él ötéves kislányukkal. Hiszong (Huisong) maga a megtestesült tökéletes férj, aki főz, mosogat, gondoskodik a gyerekről, míg felesége sokáig dolgozik gyilkossági ügyeken. A férfinak azonban súlyos titkai vannak, melyeket 14 éve rejteget sikerrel felesége elől. 
Valójában Hjonszu (Hyeon-su)nak hívják és gyerekkorában szociopataként diagnosztizálták, a faluja lakosai úgy hitték, megszállta az ördög és rendszeresen ördögűző rituáléknak vetették alá. Egyetlen támasza a nővére volt, aki mindig kiállt mellette. A két gyerek édesapja, aki ötvösművészként dolgozott, sorozatgyilkos volt, akinek öngyilkossága után derült fény a tetteire. A gyerekeket emiatt meghurcolták a faluban, mindenki elfordult tőlük. Heszu (Haesu) önvédelemből megölte a falu vezetőjét, a tettét azonban Hjonszu (Hyeon-su) magára vállalata, mondván ő úgyis szociopata, könnyen elhiszik, hogy ő tette. A fiú elszökik a rendőrök elől és évekig bujkál. Egyik nap elgázolja egy autó, és arra ébred, hogy az autó sofőrje kómában fekszik, a sofőr apja, egy neves kórház igazgatója, felajénlja neki, hogy vegye fel a fia személyazonoságát. Így Hjonszu (Hyeon-su) Pek Hiszong (Baek Huiseong)gá válik. Az emberi érzelmeket nem értő és felismerni is nehezen tudó férfi véletlenül összeismerkedik a rendőrnek készülő Dzsivon (Jiwon)nal, aki valahogy megérzi a férfi kemény, érzelemmentes maszkja mögötti valódi természetét és beleszeret a férfiba. Hjonszu (Hyeon-su) mindenáron el akarja tolni magától a nőt, azonban rádöbben, hogy a nő közelében nem kísértik őt az apjával kapcsolatos látomások, így végül randevúzni kezdenek, majd össze is házasodnak. Hjonszu (Hyeon-su) videókból tanulja meg az arckifejezések értelmezését, például a mosolygást és igyekszik megadni az asszonynak és a kislányuknak mindent, bár továbbra is úgy véli, neki nincsenek érzelmei és a családja csak az álcája fenntartásához kell.
Egy napon azonban olyan gyilkosságok történnek a városban, amelyek kísértetiesen hasonlítanak Hjonszu (Hyeon-su) apjának gyilkosságaihoz, és a rendőrség újra nyomozni kezd a régi ügyekben is, Hjonszu (Hyeon-su)t gyanúsítják. Hjonszu (Hyeon-su) egy újságíró és a nővére segítségével magánnyomozásba kezd, hogy megtalálják az apja tettestársát, hogy tisztázhassák a nevét. Közben azonban Dzsivon (Jiwon) egyre gyanúsabbnak tartja férje viselkedését, és mikor rájön annak titkára, konfliktusba kerül saját magával: higgyen-e a szeretett férfi ártatlanságában, vagy rendőrként az ellene irányuló bizonyítékokra támaszkodjon? Kezdetét veszi a hajsza a tettestárs előkerítésére, közben pedig az igazi Hiszong (Huisong) is felébred a kómából, aki szeretné visszakapni a nevét és az életét.

## Szereplők
- I Dzsungi (Lee Jungi) mint Pek Hiszong / To Hjonszu (Baek Huiseong / Do Hyeon-su), ötvös
- Mun Cshevon (Mun Chaewon) mint Csha Dzsivon (Cha Jiwon), rendőrnyomozó, Hiszong / Hjonszu (Huiseong / Hyeon-su) felesége
- Csang Hidzsin (Jang Huijin) mint To Heszu (Do Haesu), Hjonszu (Hyeon-su) nővére
- Szo Hjonu (Seo Hyun-woo) mint Kim Mudzsin (Kim Mujin), újságíró, Hjonszu (Hyeon-su) és Heszu (Haesu) gyerekkori ismerőse

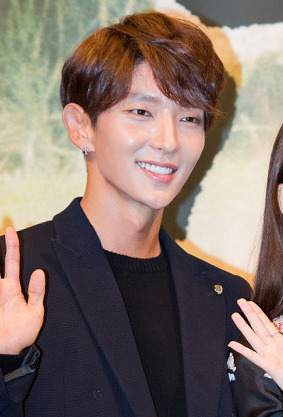
I Dzsungi (Lee Jungi)
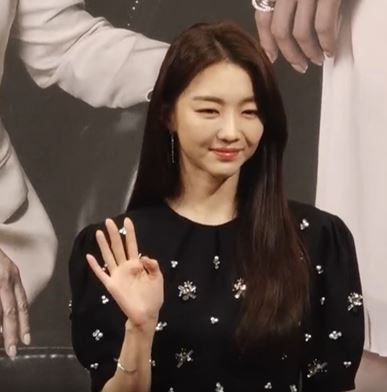
Csang Hidzsin (Jang Huijin)
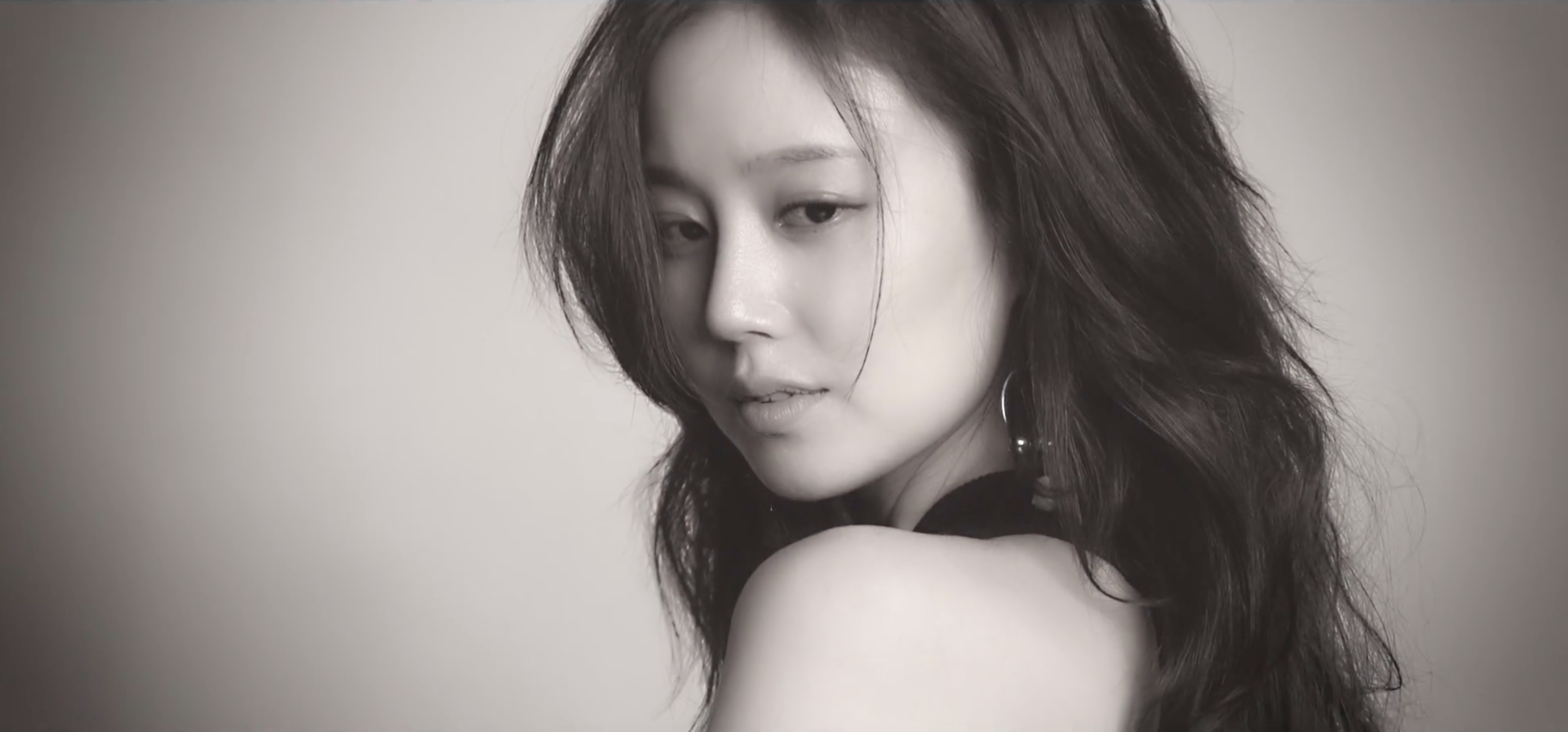
Mun Cshevon (Mun Chaewon)